# Kawasaki Ki-48
Kawasaki Ki-48 – japoński bombowiec z okresu II wojny światowej, w czasie wojny nosił amerykańskie oznaczenie kodowe Lily.

## Historia
Już na początku wojny chińsko-japońskiej na froncie pojawiły się pierwsze bombowce SB-2. Ich możliwości bojowe wywołały na japońskich wojskowych tak duże wrażenie, że zaczęli domagać się od własnego przemysłu dostarczenia podobnego samolotu. Według warunków postawionych przez lotnictwo lądowe nowy bombowiec z ładunkiem 400 kg bomb powinien rozwijać prędkość 480 km/h. Ponadto miałby być dostosowany do działań na Syberii. 
Zadanie budowy tego samolotu, oznaczonego jako Ki-48, otrzymały w grudniu 1937 roku zakłady Kawasaki. Podczas rozpoczęcia w styczniu następnego roku projektowania maszyny wykorzystano szereg rozwiązań z dwusilnikowego samolotu myśliwskiego Ki-45. Nowy bombowiec zaprojektowano w układzie średniopłata napędzanego silnikami gwiazdowymi Nakajima Ha-25 o mocy maksymalnej 736kW (1000KM) i stałej 699kW (950KM). Załoga składała się z czterech osób. Do obrony przewidywano trzy karabiny maszynowe 7,7 mm (dwa pojedyncze km Typ 89 w nosie i ogonie i pojedynczy km Te-4 na dolnym stanowisku strzeleckim). Ładunek bomb znajdował się w komorze mieszczącej 24 bomby po 15 kg lub 6 po 50 kg. 
Ponieważ zakłady Kawasaki były zajęte głównie pracami nad Ki-45, budowa czterech prototypów przeciągnęła się do lipca 1939 roku. Próby tych samolotów przebiegały bez większych problemów. Jednocześnie okazało się, że charakterystyki samolotu są dość dobre, zaszła jedynie konieczność wzmocnienia sztywności belki ogonowej i podwyższenia usterzenia o 400 mm. Zmiany te wprowadzono w pięciu egzemplarzach przed seryjnych. Po zakończeniu prób samolot Ki-48 został skierowany do produkcji seryjnej pod oznaczeniem Ki-48-I, którą rozpoczęto pod koniec 1939 roku. W późniejszych seriach wprowadzono drobne modyfikację i ulepszono stanowiska strzeleckie. Łącznie do czerwca 1942 roku zbudowano 557 maszyn w obu wariantach. 
Prędkość maksymalna pierwszej wersji seryjnej wynosiła 480 km/h na pułapie 3500 m. Następna wersja seryjna, Ki-48-II, została skonstruowana po wyciągnięciu wniosków z użycia tego samolotu na froncie. Przede wszystkim wprowadzono płyty pancerne o grubości 6,5; 12,5; i 16,5 mm, mające chronić załogę i pojemniki z amunicją oraz samouszczelniające się zbiorniki paliwa. Z 400 do 800 kg zwiększono ładunek bomb. Kadłub został wydłużony z 12,6 do 12,75 m. Masa płatowca wzrosła do 500 kg, ale zastosowanie silników Nakajima Ha-115 o mocy 846kW (1150KM) pozwoliło zwiększyć prędkość maksymalną do 505 km/h. Zbudowano trzy prototypy tej wersji, a od kwietnia 1942 do października 1944 roku powstało 1408 samolotów Ki-48-II w trzech wariantach. 
Samolot Ki-48-IIa był uzbrojony w trzy karabiny maszynowe 7,7 mm. Ki-48-IIb miał zamontowane pod płatem perforowane hamulce aerodynamiczne, zapewniając możliwość bombardowań z lotu nurkowego. W Ki-48-IIc wzmocniono uzbrojenie obronne - w górnym stanowisku zamiast karabinu maszynowego 7,7 mm zamontowano 12,7 mm, a nawigator otrzymał dodatkowy karabin 7,7 mm do strzelania przez boczne okienka. W ostatnim czasie wojny część zachowanych samolotów dostosowano do standardu Ki-48-II KAI. Maszyny te, przeznaczone dla kamikaze, miały podwieszoną bombę 800 kg z zapalnikiem wystającym przed kadłub. Nosiły nazwę „Specjalny samolot szturmowy armii Typ99”. Po raz pierwszy bojowo Ki-48 użyto w Chinach jesienią roku 1940. 
Główną wadą Ki-48 był brak ochrony załogi i zbiorników, natomiast Ki-48-II - słabe uzbrojenie obronne. Latem 1944 roku samolot uznano za przestarzały i zrezygnowano z dalszych modernizacji. Planowano budowę opancerzonej wersji Ki-81 i jednomiejscowego samolotu szturmowego Ki-174.